# راديو المربد
المربد إذاعة تملكها شركة جنوب العراق للبث الإذاعي والتلفزيوني أسست من قبل BBC WORLD SERVICES TRUST الهدف من تأسيسها هو إنشاء صرح أعلامي مستقل في جنوب العراق. وتعتبر هذه الإذاعة هي الوحيدة في العراق المهتمة بشؤون الجنوب البصرة بصورة خاصة من وجهة نظر مستقلة محايدة بعيدة كل البعد عن التسييس والانتماءات الحزبية.

## الإذاعة (الراديو)

استوديو الراديو

تم إطلاق البث الإذاعي في 20 حزيران 2005 في محافظات البصرة وميسان وذي قار والآن توسعت التغطية لتصل جميع محافظات جنوب العراق والفرات الأوسط وعلى الترددات التالية:
| المحافظة                       | التردد (إف إم) |
| ------------------------------ | -------------- |
| البصرة                         | 93.3           |
| ذي قار                         | 101.4          |
| ميسان                          | 89.4           |
| بابل وكربلاء والنجف والديوانية | 98.8           |
| المثنى                         | 97.7           |
| واسط                           | 98.7           |

```
وقد نجح الراديو في بداية في السنوات الثلاث الأولى نجاح باهر لما كان يمتلكه من استقلالية في طرحه للأمور.واستطاع كادره الشاب والمتسلح بسلاح التكنولوجيا الحديثة والالتزام بمبادئ العمل الإعلامي المحترف أن يحافظ على نجاحاته تلك وسط منافسة قوية من إذاعات عديدة ولكن راديو المربد بقي الأقرب إلى جمهور الجنوب حسب استطلاعات الرأي العديدة.
```

## تلفزيون المربد

تم إطلاق تلفزيون المربد على الهواء في آب 2005 وقد كانت بدايته خجوله غير أنه شَهد تطوّرا نسبيّا في نهاية عام 2006 قبل أن ينتهي في فبراير 2007. ويبدو أن السبب الأبرز في فشل التلفزيون هو بثه على القمر الصناعي عربسات حيث أن نسبة 95% من الشعب العراقي يستخدم النايل سات فقط الأمر الذي لم يجعل لهذا التلفزيون شعبية في العراق هذا على الرغم من أن تقاريره وطريقة تناوله للأمور تختلف عن باقي القنوات العراقية بدرجة كبيرة من الحياد والاستقلالية ودقة الخبر وطريقة العرض الفني.

## كوادر المربد
رغم العمل الجميل والمتقدم الذي قدمته المربد - راديو وتلفزيون - إلا أن أغلب كوادره لم تكن أكاديمية أي إنها لم تكن من خريجي جامعات ومعاهد مختصة بدراسة الإعلام والصحافة.
اعتمدت المربد على كوادر شبابية من مختلف الاختصاصات الفنية والأدبية وكان دور ال BBC في تدريبهم على الحيادية والموضوعية والفنية بأساليب متطورة وكانت كل التدريبات في عمان واعتمدت ال BBC دورات مكثفة ومطوّلة للوصول إلى المستوى المطلوب. وبعد انتهاء التدريبات استمرت ال BBC في الإشراف على طريقة العمل وتوجيهه.